# Пиззелли, Маркос
Ма́ркос Пинье́йро Пиззе́лли (порт.-браз. Marcos Pinheiro Pizzelli; род. 3 октября 1984, Пирасикаба, Сан-Паулу) — армянский и бразильский футболист, полузащитник.

## Клубная карьера

### «Арарат» Ереван
Профессиональную карьеру начал в бразильском клубе «Сан-Карлуш». В 2006 году футболиста заметил селекционер из ереванского «Арарата», куда Пиззелли вскоре перешёл. Дебют состоялся 30 апреля в игре против «Улисса». Пиззелли вышел на поле на 58-й минуте матча, заменив Тиграна Есаяна. Первый гол за «Арарат» забил 16 июня в игре против того же «Улисса». Первый сезон у Пиззелли ушёл на адаптацию, а со следующего стал забивать голы. Благодаря высокой результативности Пиззелли становился лучшим бомбардиром чемпионата Армении с 22 (2007 год) и 17 (2008 год) мячами. В результате финансовых проблем руководство клуба приняло решение, по которому Пиззелли вынужден был перейти на правах аренды в любительский клуб 5-го французского дивизиона — «Арарат» (Исси-ле-Мулино).

### «Пюник»

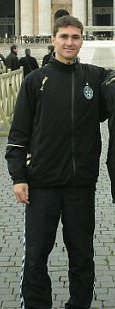
Будучи игроком «Пюника»

Спустя полгода, летом 2009 года у Пиззелли закончился контракт с «Араратом», и в качестве свободного агента он принял приглашение ереванского «Пюника». В июле был подписан долгосрочный контракт. В «Пюнике» завоевал чемпионские титулы (2009, 2010), а также становился обладателем кубка (2009, 2010) и суперкубка (2010) Армении. В 10-м туре чемпионата Армении 2010 года Маркос провёл 100 матч в Премьер-лиге за всю историю выступлений. В том сезоне Пиззелли в третий раз стал лучшим бомбардиром Армении совместно с Геворгом Казаряном. В середине следующего чемпионата Пиззелли с 8 мячами возглавлял бомбардирский список, но в этот момент поступило предложение из донецкого «Металлурга».

### «Металлург» Донецк
В июне 2011 года подписал контракт с «Металлургом» вместе с одноклубником из «Пюника» Геворгом Казаряном. В первом же официальном матче за донецкий клуб забил гол в ворота одесского «Черноморца», который стал единственным в матче. В чемпионате более высокого уровня Пиззелли стало гораздо сложней играть. В «Металлурге», по замыслам тренера, Пиззелли пришлось действовать не на позиции центрального нападающего, а на позиции атакующего полузащитника. В редких случаях игрок переходил на фланги средней линии.

### «Кубань»
В январе 2012 года Пиззелли пополнил состав краснодарской «Кубани». Ещё 2011 году, в матче между сборными России и Армении, игрока заметил главный тренер «Кубани» Дан Петреску. После длительного наблюдения за игрой Пиззелли Петреску дал согласие на приобретение игрока. 13 января был подписан контракт на три года. 18 марта забил первый гол в российском чемпионате и принёс «Кубани» победу над «Рубином».

### «Краснодар»
27 мая 2013 года подписал контракт с «Краснодаром» по схеме «2+1». Однако закрепиться в основном составе не смог, и вскоре был отдан в аренду.

### «Актобе»
В январе 2014 года на правах аренды перешёл в казахстанский клуб «Актобе». 9 апреля выйдя на замену на 73-й минуте, спустя минуту забил свой первый гол в ворота «Жетысу», который оказался единственным в матче. Сыграл 28 игр в чемпионате и забил 8 голов. Команда выиграла серебряные медали, а 9 октября 2014 года клуб выкупил у «Краснодара» права на Пиззелли. В сезоне 2015 провёл 26 матчей, забил 5 голов и стал с клубом бронзовым призёром. Пизелли получал 75 тысяч долларов в месяц, обеспечил всех членов семьи работой и домами, но у «Актобе» появились финансовые проблемы и футболист покинул команду.

### Арабские клубы
В январе 2016 года стал игроком саудовского клуба «Аль-Раед». Но летом перебрался в эмиратскую «Аль-Фуджайру», через полгода пробовался в греческом «Ксанти», а затем снова выступал в саудовском клубе «Аль-Шабаб».

### «Актобе»
Нигде не прижившись за два года, в феврале 2018 вернулся в «Актобе». И здесь снова попал в свою колею. Маркос в 24 играх забил 18 голов и стал лучшим бомбардиром не только своего клуба, но и всей Премьер-лиги. Да ещё был назван лучшим игроком чемпионата Казахстана. Клуб занял лишь 7 место в турнирной таблице, однако если бы не был оштрафован ФИФА на 6 очков, расположился бы на 4 позиции и играл в Лиге Европы в следующем сезоне.

### «Арарат-Армения»
31 декабря 2019 года «Арарат-Армения» объявил о подписании Маркоса, однако 11 января клуб и игрок совместно объявили, что он уходит из футбола из-за травмы.

## Карьера в сборной
Натурализованный бразилец дебютировал в сборной Армении 22 мая 2008 года в матче против Молдавии, матч завершился со счётом 2:2, открыл счёт с передачи Левона Пачаджяна Маркос. Проведя 3 матча в том году, более не приглашался в состав сборной. После перехода в «Пюник» стал попадать в поле зрения тренеров и 12 августа 2009 года Маркос снова надел футболку сборной Армении. 8 октября 2010 года в матче против сборной Словакии стал автором голевого паса на Юру Мовсисяна, а несколько дней спустя стал автором 4-го гола в ворота сборной Андорры. Свой третий гол за национальную дружину Маркос Пиззелли забил в выездном матче с Россией (1:3). Свой четвёртый гол за сборную забил в выездном матче с Андоррой, в котором Армения победила со счётом 3:0. Свой пятый гол за сборную забил в матче с Македонией, в котором Армения победила со счётом 4:1.
В товарищеской игре, прошедшей 29 февраля 2012 года против сборной Канады, впервые отметился дублем в ворота соперников.
В Лиге наций 2018/2019 в четвёртом туре 16 октября с главным конкурентом сборной Северной Македонии открыл счёт на 12 минуте, но получил по колену на 22 минуте и выбыл не только из игры, но и из турнира. А Армения уступила первое место в 4 группе лиги D той же Северной Македонии.

## Личная жизнь
Маркос женат на Наталье. Они познакомились в Бразилии, после чего она переехала с ним в Армению. Пиццелли владеет португальским, армянским, английским, русским  языками.

## Достижения

### Командные
«Арарат» (Ереван)
- Серебряный призёр Чемпионата Армении по футболу: 2008
- Обладатель Кубка Армении: 2008

«Пюник»
- Чемпион Армении (2): 2009, 2010
- Обладатель Кубка Армении: 2010
- Обладатель Суперкубка Армении: 2010

«Актобе»
- Серебряный призёр чемпионата Казахстана: 2014
- Бронзовый призёр чемпионата Казахстана: 2015
- Финалист Кубка Казахстана: 2014
- Обладатель Суперкубка Казахстана: 2014

### Личные
- Лучший бомбардир чемпионата Армении (3): 2007, 2008, 2010
- Лучший игрок месяца в «Металлурге»: июль 2011[21]
- Лучший бомбардир чемпионата Казахстана: 2018
- Лучший футболист чемпионата Казахстана по ПФЛК: 2018[22]
- Лучший футболист чемпионата Казахстана. Приз «Алмаз» года интернет-портала Sports.kz: 2018[23]
- Футболист года в Казахстане: 2018[24]
- Футболист года в Армении: 2018[25]